# Аватара
Авата́ра (санскр. अवतार, IAST: avatāra, «нисхождение»), также широко используется в варианте авата́р под англоязычным культурным влиянием (англ. avatar) — термин в философии индуизма, обычно используемый для обозначения нисхождения божества на землю, его воплощение в материальной форме, в том числе в человеческом облике (в частности, в вайшнавизме нисхождение Вишну из Вайкунтхи). Хотя на русский язык слово «аватара» обычно переводится как «воплощение», точнее его можно перевести как «явление» или «проявление», так как концепция аватары заметно отличается от идеи воплощения Бога «во плоти» в халкидонском христианстве.
Чаще всего термин «аватара» ассоциируется с Вишну и его десятью основными аватарами. Из них наиболее популярны Кришна, Рама, Будда. Список десяти аватар Вишну приводится в ряде Пуран. В «Бхагавата-пуране» содержится описание 22 основных аватар Вишну и утверждается, что аватар Вишну бесчисленное множество. Аватары играют центральную роль в традиции вайшнавизма — преобладающем направлении индуизма. В большинстве традиций вайшнавизма изначальным источником всех аватар считается Вишну и Нараяна. Исключение составляют такие кришнаитские традиции, как гаудия-вайшнавизм, Нимбарка-сампрадая и Валлабха-сампрадая, в которых источником аватар почитается Кришна.
В таких текстах, как «Ганеша-пурана» и «Мудгала-пурана», описывается нисхождение аватар Ганеши, известны также аватары Шивы (главным образом в виде аскета и наставника в йоге). Однако, при более глубоком анализе источников можно прийти к выводу о том, что мифы об аватарах Ганеши и Шивы основаны на более древних сказаниях об аватарах Вишну. Одно из самых ранних упоминаний об аватарах содержится в «Бхагавад-гите», где Кришна описывает основные функции аватар — восстановление принципов дхармы, поддержание социального и космического порядка.
По мнению ряда исследователей, истоки концепции аватар Вишну содержатся уже в «Шатапатха-брахмане» (воплощения Праджапати).

## Этимология
Санскритское слово аватара (санскр. अवतार, IAST: avatāra) в буквальном переводе означает «нисходить» (аватарати) и подразумевает нисхождение Бога в более низкие сферы бытия с определённой целью. Несмотря на то, что основное значение термина аватара — «нисхождение», его, как правило, переводят на русский язык как «воплощение», — такой перевод уводит от правильного понимания слова по причине того, что в основном используется для описания понятия воплощения в христианстве. В христианском богословии Бог буквально воплощается «во плоти», тогда как аватары Бога в индуизме являются вечными формами или проявлениями Бога, которые нисходят в материальный мир, сохраняя свою всецело духовную природу. «Явление» или «проявление» являются наиболее подходящими терминами для правильной передачи значения понятия аватары.

## Аватары Вишну
Наиболее традиционными формами аватар в индуизме выступают аватары Вишну, которые обстоятельно описываются в Пуранах. Главными аватарами Вишну являются десять маха-аватар (великих аватар) — так называемые дашаватары (от санскр. दश, IAST: daśa, «десять»).

### Дашаватары Вишну
Список дашаватар даётся в «Гаруда-пуране» (1.86.10-11). Большинство аватар в этом списке характеризуется как лила-аватары. Первые четыре появились в Сатья-югу (первую из четырёх юг, или эпох, в индуистском цикле времени). Следующие три аватары снизошли в Трета-югу, восьмое воплощение в Двапара-югу и девятое в Кали-югу. Предсказано, что десятая аватара — Калки — появится в конце настоящей эпохи Кали-юги, примерно через 427 000 лет.
1. Матсья («рыба») — явился в Сатья-юге
2. Курма («черепаха») — явился в Сатья-юге
3. Вараха («вепрь») — явился в Сатья-юге
4. Нарасимха («человеколев») — явился в Сатья-юге.
5. Вамана («карлик») — явился в Трета-юге.
6. Парашурама («Рама с топором») — явился в Трета-юге
7. Рама или Рамачандра, принц и царь Айодхьи, явился в Трета-юге. Воплощение Вишну как идеального царя и мужа.
8. Кришна («чёрный») — явился в Двапара-юге вместе со своим братом Баларамой[15].
9. Будда (означает «просветлённый», «пробужденный») — явился в Кали-югу (как Сиддхарта Гаутама), принц Капилавасту.
10. Калки («вечность», или «время», или «разрушитель» порока) — воин верхом на белой лошади. Ожидается, что он появится в конце Кали-юги, настоящей эпохи в индуистском временном цикле.

### Аватары Вишну в «Бхагавата-пуране»
В первой песне «Бхагавата-пураны» перечислены 22 аватары Вишну:
1. Кумары — четверо сыновей Брахмы
2. Вараха — «вепрь»
3. Нарада — «путешествующий мудрец»
4. Нара-Нараяна — «близнецы»
5. Капила — «философ»
6. Даттатрея — объединённая аватара тримурти
7. Яджна — Вишну, временно сыгравший роль Индры
8. Ришабха — отец царя Бхараты
9. Притху — царь, который сделал землю красивой и привлекательной
10. Матсья — «рыба»
11. Курма — «черепаха»
12. Дханвантари — основатель Аюрведы
13. Мохини — красивая, очаровательная женщина
14. Нарасимха — человеколев
15. Вамана — «карлик»
16. Парашурама — «Рама с топором»
17. Вьяса — составитель Вед
18. Рамачандра — царь Айодхьи
19. Баларама — старший брат Кришны
20. Кришна — пастушок
21. Будда — «просветлённый»
22. Калки — «разрушитель»

Кроме этих 22 аватар, позднее в тексте «Бхагавата-пураны» описываются ещё три аватары:
1. Пришнигарбха («родившийся у Пришни»)
2. Хаягрива («конь»)
3. Хамса («лебедь»)

После описания Калки аватары в «Бхагавата-пуране» говорится, что аватары Вишну неисчислимы. Однако перечисленные выше 25 аватар всеобще принимаются как наиболее значимые.
Последователи гаудия-вайшнавской традиции причисляют к числу аватар, упомянутых в «Бхагавата-пуране», вайшнавского святого и реформатора Чайтанью (1486—1534). В гаудия-вайшнавских текстах Чайтанья описывается как «Золотой Аватара» (согласно вайшнавскому преданию, его кожа была золотистого цвета) и как самый милостивый из аватар. Чайтанья проповедовал, что достичь высшей цели жизни — чистой любви к Богу — может каждый человек, независимо от социальной или национальной принадлежности. Как на доказательство своей позиции кришнаиты ссылаются на следующий стих из «Бхагавата-пураны»:
В этот век Кали, люди, наделённые достаточным разумом, будут поклоняться Господу, сопровождаемому Своими спутниками, через совместное воспевание святых имён Бога. Несмотря на то, что цвет его кожи светлый, Он есть не кто иной, как Сам Кришна.
В доказательство статуса Чайтаньи как аватары, также приводятся тексты из «Махабхараты» и другой пуранической и ведийской литературы.

### Другие виды аватар в вайшнавизме
Часто говорится, что в вайшнавизме принято считать Вишну источником всех аватар. В этой традиции индуизма, однако, Вишну представляет собой лишь одну из форм Бога — Нараяна и Кришна принимаются как другие формы Бога, также нисходящие в форме аватар. В вайшнавизме существует два разных понимания личности Кришны. Помимо того, что Кришна выступает как восьмая аватара в списке десяти аватар Вишну, миллионы индусов в Индии и по всему миру поклоняются ему как изначальной форме Бога и источнику всех аватар. Вдобавок к этому, в индуизме существуют и другие значения и оттенки значения термина «аватара».

#### Пуруша-аватары
Пуруша-аватары часто описываются как изначальные аватары Вишну или Кришны в каждой вселенной (так сказано в Шримад Бхагаватам). К числу пуруша-аватар относятся:
- Маха-Вишну, или Каранодакашайи Вишну,
- Гарбходакашайи Вишну,
- Кширодакашайи Вишну.

#### Гуна-аватары
Личностей тримурти (индуистской троицы) принято называть гуна-аватарами, так как каждая из них контролирует определённую гуну (качество) материальной природы. Они, однако, не являются аватарами в общепринятом смысле этого слова.
- Вишну — управляет гуной добродетели (саттва)
- Брахма — управляет гуной страсти (раджас)
- Шива — управляет гуной невежества (тамас)

#### Манвантара-аватары
Манвантара-аватары нисходят в периоды правления (манвантары) различных Ману. Говорится, что сами Ману являются нерождёнными.

#### Шактьявеша и авеша аватары
Аватары бывают двух видов:
- Сакшат — прямые
- Авеша — косвенные

Когда сам Вишну нисходит непосредственно, его называют сакшат или шактьявеша-аватара — прямым, или непосредственным воплощением Бога. Но в том случае, когда он не является непосредственно, но наделяет определённой силой или полномочиями какую-либо освобождённую личность, чтобы она выполнила определённую возложенную на неё миссию — такая личность называется косвенной, или авеша, аватарой.
Говорится, что существует большое количество авеша аватар. К их числу относятся Нарада Муни, Шакьямуни Будда и Парашурама. Парашурама — это единственная из дашаватар, которая не является прямым воплощением Вишну.
Согласно шри-вайшнавизму, одному из основных течений в вайшнавской традиции, существует два типа основных, или непосредственных аватар Вишну — пурна-аватары и амшарупа-аватары:
1. Пурна-аватары это аватары, в которых Вишну сам непосредственно нисходит и в которых проявляются все его духовные качества и атрибуты. К этого рода аватарам шри-вайшнавы относят Кришну и Раму[источник не указан 4303 дня].
2. Амшарупа-аватары — это также прямые аватары Вишну, в которых он нисходит непосредственно, но проявляет только некоторые из своих качеств. К этим аватарам принадлежат первые пять из дашаватар — Матсья, Курма, Вараха, Нарасимха и Вамана.

Косвенных, или авеша аватар, обычно не принимают как форма Верховного Бога. За таковых почитают только прямых аватар, которым и поклоняются соответствующим образом. В современном вайшнавизме, это Кришна, Рама и Нарасимха. Большинство последователей вайшнавизма считают Кришну наиболее полной пурна-аватарой, в которой проявились все трансцендентные качества Абсолюта. Некоторые вайшнавские традиции, такие как гаудия-вайшнавизм, также известный как кришнаизм (к этой традиции принадлежит, в частности, Международное общество сознания Кришны), Нимбарка-сампрадая и Валлабха-сампрадая философски отличаются от последователей Рамануджи и Мадхвы тем, что считают Кришну не одной из аватар Бога, а непосредственно Верховной формой Бога.[уточнить]
Согласно Мадхве (основному поборнику двайты или дуализма в философии индуизма), все аватары Вишну обладают одинаковым могуществом и качествами. Между ними не существует какой-либо разницы. Согласно Мадхве, создание различий между аватарами может привести к вечному проклятию. Он говорит об этом в своём комментарии к «Катха-упанишаде» и в другом из своих трудов — «Махабхарата-татпарья-нирнае».

## Аватары Шивы
Идея аватар в шиваизме получила довольно ограниченное представление: с одной стороны, в пуранической литературе есть списки аватар Шивы (как в маха-пуранах, так и в упапуранах) — тексты говорят о различном количестве этих аватар (18, 28, 64, 108 и других); с другой стороны, большинство направлений шиваизма, опирающихся на философскую школу Адвайта-веданты, отрицает наличие у Шивы аватар и воспринимает упоминаемые в литературе аватары лишь как формы или проявления Шивы.
Наиболее известным считается список из 28 аватар из Линга-пураны, последним в котором упоминается Лакулиша — основоположник или реформатор традиции Пашупатья, живший в I—II веках н. э. Аватарой Шивы также считают Шанкару, основоположника философской школы Адвайта-веданты; среди современных деятелей индуизма существует тенденция именовать себя аватарами Шивы.
Из мифологических персонажей аватарами Шивы часто называют: риши Дурвасу; помощника восьмой аватары Вишну Рамы Ханумана; Вирабхадру, уничтожителя жертвоприношения Дакши; Шарабху, успокоившего разбушевавшегося Нарасимху. Некоторые местные божества также иногда воспринимаются как аватары Шивы.

## Аватары вне ортодоксального индуизма
Кроме аватар, упоминаемых в пуранической и ведийской литературе индуизма, некоторые индусы объявляли себя аватарами и/или принимались как аватары другими. К ним относятся такие личности, как Мехер Баба (1894—1969), о котором говорится, что он был аватарой этой эпохи, и Сатья Саи Баба (1926—2011), объявлявший себя аватарой Шивы и Шакти, Рамы и Ситы, Кришны и Радхи.
Некоторые индуисты принимают как аватары центральные фигуры других религиозных традиций. В этом контексте к аватарам причисляются Иисус Христос и Заратустра.
Будда в индуизме считается девятой аватарой Вишну.